# Lois (nome)
Lois  è un nome proprio di persona inglese femminile.

## Varianti in altre lingue
- Catalano: Loida[3]
- Greco biblico: Λωΐς (Lōḯs)[1]
- Italiano: Loide
- Latino: Lois[1]
- Spagnolo: Loida[1][3]

## Origine e diffusione
Continua il nome greco Λωΐς (Lōḯs); etimologicamente, è tratto forse da λωιων (loion, "migliore", "preferibile", "più desiderabile"), ma potrebbe anche essere un ipocoristico dei tanti teoforici contenenti il nome Apollo (come Apollonio e Apollodoro). 
Si tratta di un nome biblico, che appare, assieme a Eunice, in un passo del Nuovo Testamento; Lois (che nelle versioni italiane della Bibbia è adattato in "Loide") ed Eunice sono infatti la nonna materna e la madre di Timoteo, citate da san Paolo nella sua seconda lettera (1,5). Venne ripreso in inglese dopo la Riforma Protestante. 
Va notato che questo nome è omografo con Lois, la forma galiziana e ladina di Luigi.

## Onomastico
L'onomastico ricorre il 1º novembre, in occasione di Ognissanti, in quanto Lois non è portato da alcuna santa ed è quindi adespota.

## Persone
- Lois Capps, politica statunitense

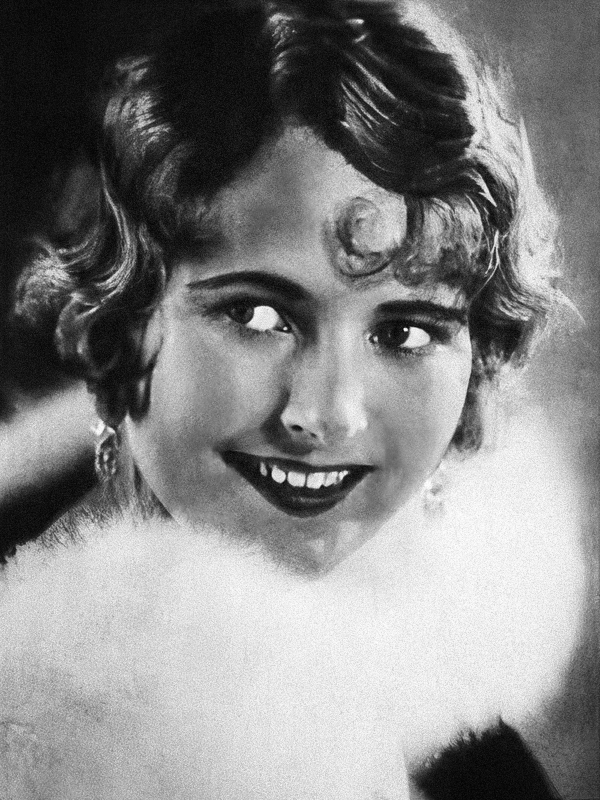
Lois Moran

- Lois Chiles, modella e attrice statunitense
- Lois Delander, modella statunitense
- Lois Lowry, scrittrice statunitense
- Lois Maxwell, attrice canadese
- Lois McMaster Bujold, scrittrice statunitense
- Lois Meredith, attrice statunitense
- Lois Moran, attrice statunitense
- Lois Roden, religiosa statunitense
- Lois Smith, attrice statunitense
- Lois Weber, regista, attrice e sceneggiatrice statunitense
- Lois Wilson, attrice statunitense

## Il nome nelle arti
- Lois Griffin è un personaggio della serie animata I Griffin.
- Lois Lane è un personaggio della serie Superman.